# Blanus tingitanus
Blanus tingitanus är en ödleart som beskrevs av  Busack 1988. Blanus tingitanus ingår i släktet Blanus och familjen Amphisbaenidae. Inga underarter finns listade. Artepitet i det vetenskapliga namnet syftar på den romerska provinsen Mauretania Tingitana.
Arten liknar andra släktmedlemmar i norra Afrika. Den skiljer sig genom genetiska avvikelser och genom avvikande former av fjällen.
Denna masködla förekommer i norra Marocko samt på halvön Ceuta som tillhör Spanien. Den lever i låglandet och i bergstrakter upp till 1500 meter över havet. Exemplaren gräver i mjuk och fuktig jord. De hittas i skogar, buskskogar och i odlingsområden som inte brukas intensiv. Honor lägger ägg.
Beståndet påverkas i viss mån av landskapsförändringar och av vildsvin som har Blanus tingitanus som föda. Hela populationen bedöms som stor. IUCN kategoriserar arten globalt som livskraftig.